# Amerikansk blåklocka
Amerikansk blåklocka (Campanula americana) är en klockväxtart som beskrevs av Carl von Linné. Enligt Catalogue of Life ingår Amerikansk blåklocka i släktet blåklockor och familjen klockväxter, men enligt Dyntaxa är tillhörigheten istället släktet blåklockor och familjen klockväxter. Arten förekommer tillfälligt i Sverige, men reproducerar sig inte. Inga underarter finns listade i Catalogue of Life.